# Parc Nacional dels Pirineus
El Parc Nacional dels Pirineus (en francès: Parc National des Pyrénées) és un dels parcs nacionals de la serralada pirinenca. Està situat al sud de França, a la part occidental del massís dels Pirineus, es troba entre la Vall d'Aspa al departament francès dels Alts Pirineus i la Vall d'Aura al departament francès dels Pirineus Atlàntics. Limita amb zones protegides com el Parc Nacional d'Ordesa i Mont Perdut en més de 100 km i el Parc Natural de Pocets-Maladeta.
El parc constitueix un espai fantàstic per a la pràctica del senderisme i de l'alpinisme: el Vinyamala (3.298m), el Balaítus (3.144m), 218 llacs de muntanya, infinitat de rierols, valls amagades,...